# Campeonato Amazonense Segunda Divisão 2019
In 2019 werd het 24ste Campeonato Amazonense Segunda Divisão gespeeld voor voetbalclubs uit Braziliaanse staat Amazonas. De competitie werd georganiseerd door de FAF en werd gespeeld van 12 oktober tot 16 november. Amazonas werd kampioen.

## Eerste fase
| Plaats | Club         | Wed. | W | G | V | Saldo | Ptn. |
| ------ | ------------ | ---- | - | - | - | ----- | ---- |
| 1.     | Amazonas     | 4    | 3 | 1 | 0 | 12:1  | 10   |
| 2.     | São Raimundo | 4    | 3 | 0 | 1 | 8:5   | 9    |
| 3.     | Clíper       | 4    | 2 | 1 | 1 | 11:3  | 7    |
| 4.     | Tarumã       | 4    | 1 | 0 | 3 | 4:16  | 3    |
| 5.     | Holanda      | 4    | 0 | 0 | 4 | 4:14  | 0    |

|  | Geplaatst voor finale |

## Finale
|                   |              |       |          |                                |
| 16 november 17:00 | São Raimundo | 1 – 3 | Amazonas | Estádio Ismael Benigno, Manaus |
| 16 november 17:00 |              |       |          | Estádio Ismael Benigno, Manaus |

### Kampioen
| Campeonato Amazonense de Segunda Divisão de 2019 |
| Amazonas                                         |
| ------------------------------------------------ |
| AMAZONAS Kampioen (1° titel)                     |